# La Venta (gmina)
La Venta – gmina (municipio) w południowym Hondurasie, w departamencie Francisco Morazán. W 2010 roku zamieszkana była przez około 6,1 tys. mieszkańców. Siedzibą administracyjną jest miejscowość La Venta.

## Położenie
Gmina położona jest w południowej części departamentu. Graniczy z gminami:
- Sabanagrande od północy i wschodu,
- San Antonio de Flores, San Isidro, Pespire od południa,
- San José i Reitoca od zachodu.

## Miejscowości
Według Narodowego Instytutu Statystycznego Hondurasu na terenie gminy położone były następujące miejscowości:
- La Venta
- El Porvenir
- Ojos de Agua
- Opimuca
- San Jorge